# Марукакис, Мицос
Мицос (Димитрис) Марукакис (греч.  Μήτσος (Δημήτρης) Μαρουκάκης , Хиос 1902 — Пирей 13 октября 1936) — греческий политический деятель, член Коммунистической партии Греции. Главный редактор органа компартии, газеты Ризоспастис. Отмечен историографией в числе первых жертв диктаторского режима генерала Иоанниса Метаксаса.

## Биография
Марукакис родился в 1902 году на острове Хиос. Окончил факультет химии Афинского университета. В студенческие годы принял коммунистическую идеологию и вступил в Организацию коммунистической молодёжи ΟΚΝΕ. Продолжил учёбу во французском Дижоне, где получил диплом с отличием в энологии.
Вернувшись в Грецию стал членом Коммунистической партии Греции. Был гоним за свои революционные идеи и сослан в 1935 году на остров Агиос Эвстратиос. С 1934 года был редактором газеты «Ризоспастис», органа компартии Греции, позже стал её главным редактором.
Марукакис был арестован в первый же день установления диктатуры генерала Иоанниса Метаксаса, 4 августа 1936 года. Из редакции газеты «Ризоспастис» Марукакиса отвезли в Центральное отделение охранки Пирея. Он подвергся пыткам, с тем чтобы выдать место, где находилась подпольная типография газеты. Марукакис вынес все многодневные пытки, но типографию не выдал. 13 октября 1936 года, в 10 вечера, он был выброшен с крыши здания охранки Пирея. Его тело было подобрано прохожими. Охранка попыталась объяснить его смерть самоубийством, но безуспешно. Редакция «Ризоспастиса» обвинила в его убийстве офицера охранки и руководителя Департамента преследования коммунизма Н. Хараламбидиса
Смерть Марукакиса отмечена историографией в числе первых жертв диктатуры генерала Метаксаса.